# Æolisk (toneart)
 For alternative betydninger, se Æolisk. (Se også artikler, som begynder med Æolisk)
Æolisk er den næstmest brugte kirketoneart, efter den ioniske skala. Den æoliske skala er identisk med en ren molskala.
Den æoliske skala har halvtonetrin imellem andet og tredje og imellem femte og sjette trin. Dette svarer til, at man spiller en durskala (ionisk skala) fra sjette trin til sjette trin – eksempelvis kan man spille en æolisk skala med A som grundtone ved udelukkende at spille på de hvide tangenter imellem to a'er på et klaver (a er sjette trin i en C-dur skala).